# (3123) Dunham
(3123) Dunham (1981 QF2) – planetoida z grupy pasa głównego asteroid okrążająca Słońce w ciągu 3,86 lat w średniej odległości 2,46 au. Odkryta 30 sierpnia 1981 roku.